# Stirling Old Bridge

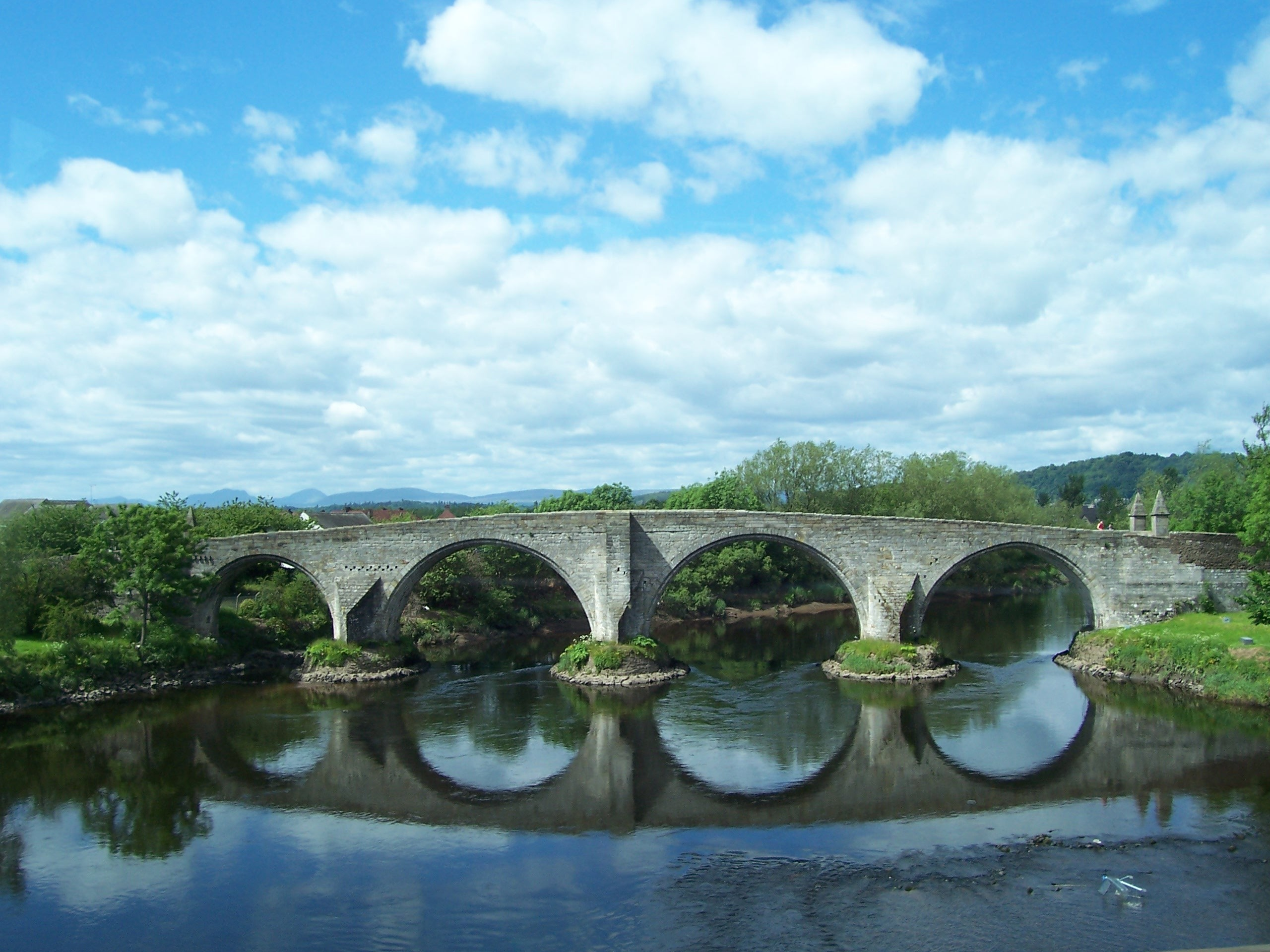
Stirling Old Bridge over de rivier de Forth

Stirling Old Bridge is een vijftiende-eeuwse stenen brug over de rivier de Forth in Stirling (Schotland). Vlakbij vond in 1297 de Slag bij Stirling Bridge plaats.

## Geschiedenis
De huidige brug is gebouwd in de vijftiende eeuw of de vroege zestiende eeuw. Er moest tol worden betaald voor goederen die over de brug gingen. Hiervoor bevond zich een (houten) tolhuisje in het midden van de brug. De brug was de laagst gelegen brug over de rivier de Forth totdat in 1831 de Stirling New Bridge werd geopend.
In 1745 blies generaal Blackney de zuidelijkste boog op tijdens de Jacobietenopstand om te verhinderen dat de Jacobieten de stad in kwamen. In 1749 werd de boog hersteld.
De huidige brug kent een aantal houten voorgangers. Een van de voorgangers is de houten brug waar de Schotten onder leiding van William Wallace en Andrew Moray de Engelsen versloegen in 1297 tijdens de Slag bij Stirling Bridge. De huidige brug ligt ongeveer 1,4 kilometer ten oostzuidoosten hiervan.

## Bouw
Stirling Old Bridge heeft vier bogen en is relatief hoog en nauw in het midden van de brug. Oorspronkelijk stonden er twee lage torentjes in het midden en twee kleine torentjes met ijzeren hekken aan elk uiteinde.

## Beheer
Stirling Old Bridge wordt beheerd door Historic Scotland.
Op de zuidelijke rivieroever bij de brug bevindt zich een kunstwerk dat een eerbetoon is aan de Slag bij Stirling Bridge.